# حاتحور
حاتحور (مصری باستان: ḥwt-ḥr، ت. «منزلگاه حوروس»ِ ‏عربی مصری: حاتحور) یا حات‌حور یا حَت‌حور که برخی منابع فارسی آن را هاتور و حاثور هم نوشته‌اند، یکی از مهم‌ترین ایزدبانوان مصر باستان است که خدای عشق، زیبایی، پشتیبان زنان، موسیقی، مادری و لذت نام برده می‌شود و همچنین خیلی از مصریان معتقدند ازدواج‌های فراعنه توسط حاتحور انتخاب می‌گشت و تا گفته نماند بهترین زوج‌ها رو برای هم پیدا می‌کرد. حاثور همچنین به‌شکل فردی تصویر شده‌است که به مردگان برای حیات جدید در دنیای دیگر خوشامد می‌گوید. او همچنین ایزدبانوی عشق، زیبایی و تبرک‌بخشندهٔ آوازخوانان، رقصندگان و هنرمندان نیز بود و همچنین به زنان کمک می‌کرد تا بچه‌های خود را به دنیا بیاورند. او با آسمان یکی پنداشته می‌شد و مهم‌ترین همتای مؤنث رع به‌شمار می‌رفت، به این ترتیب حاثور، این بزرگ مادر کیهانی ایزدی بود که ریشه در عصر کهن‌سنگی داشت.
حاتحور را «بانوی چنار» می‌خوانند. پرستش‌گاه اصلی او شهر دندره، جنوب ابیدوس بود. در تصاویر وی معمولاً یا گاو یا زنی با شاخ‌های گاو تصور می‌شده‌است. در نزاع بین ست و حوروس، وی از حوروس حمایت کرد و حتی هنگامی که چشم حوروس توسط سث زخمی شده بود، آن را با شیر غزال شفا می‌دهد. معبد حاثور در جبلین است.

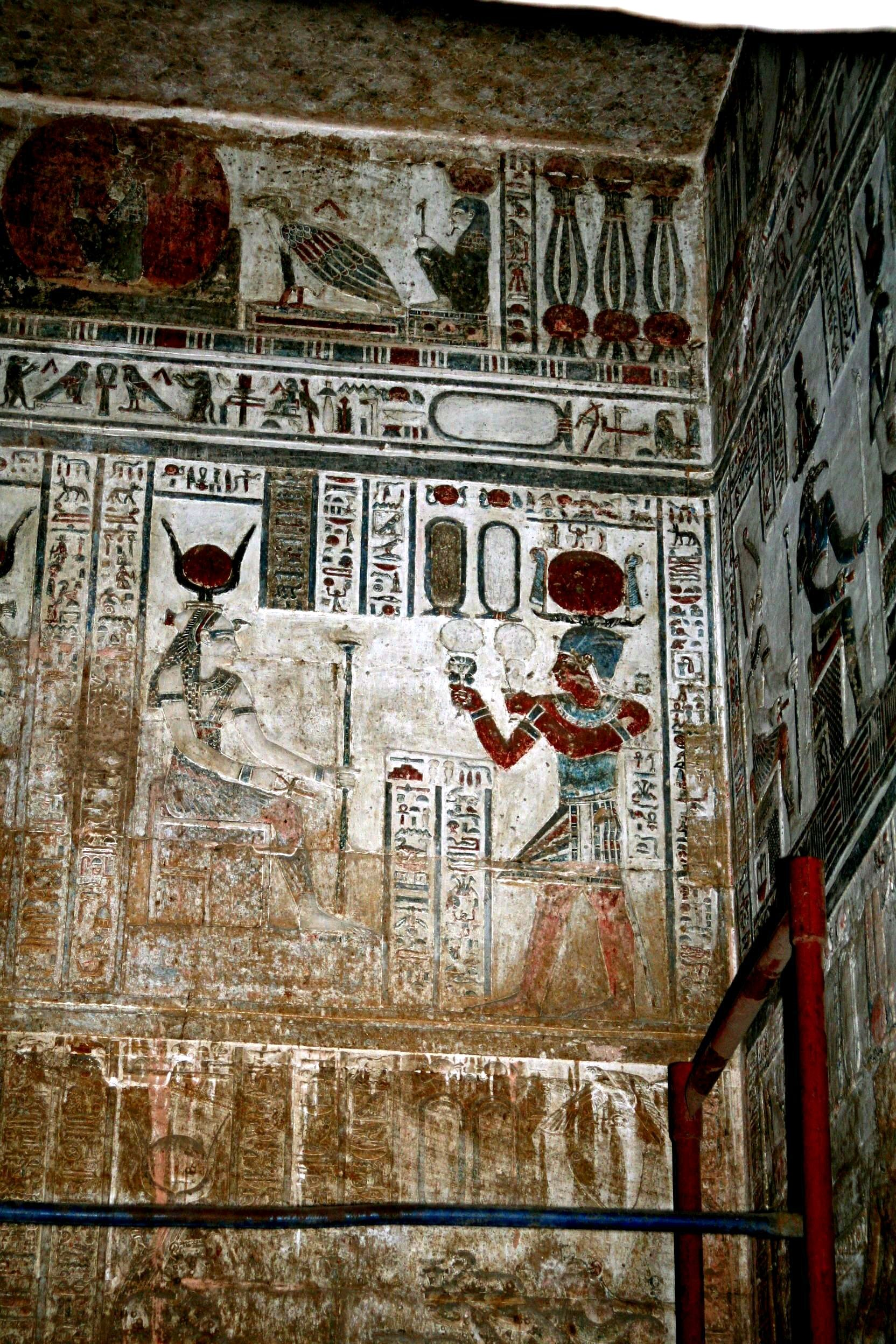
تصویری از حاتحور در پرستش‌گاه اصلی در دندره

## نگارخانه

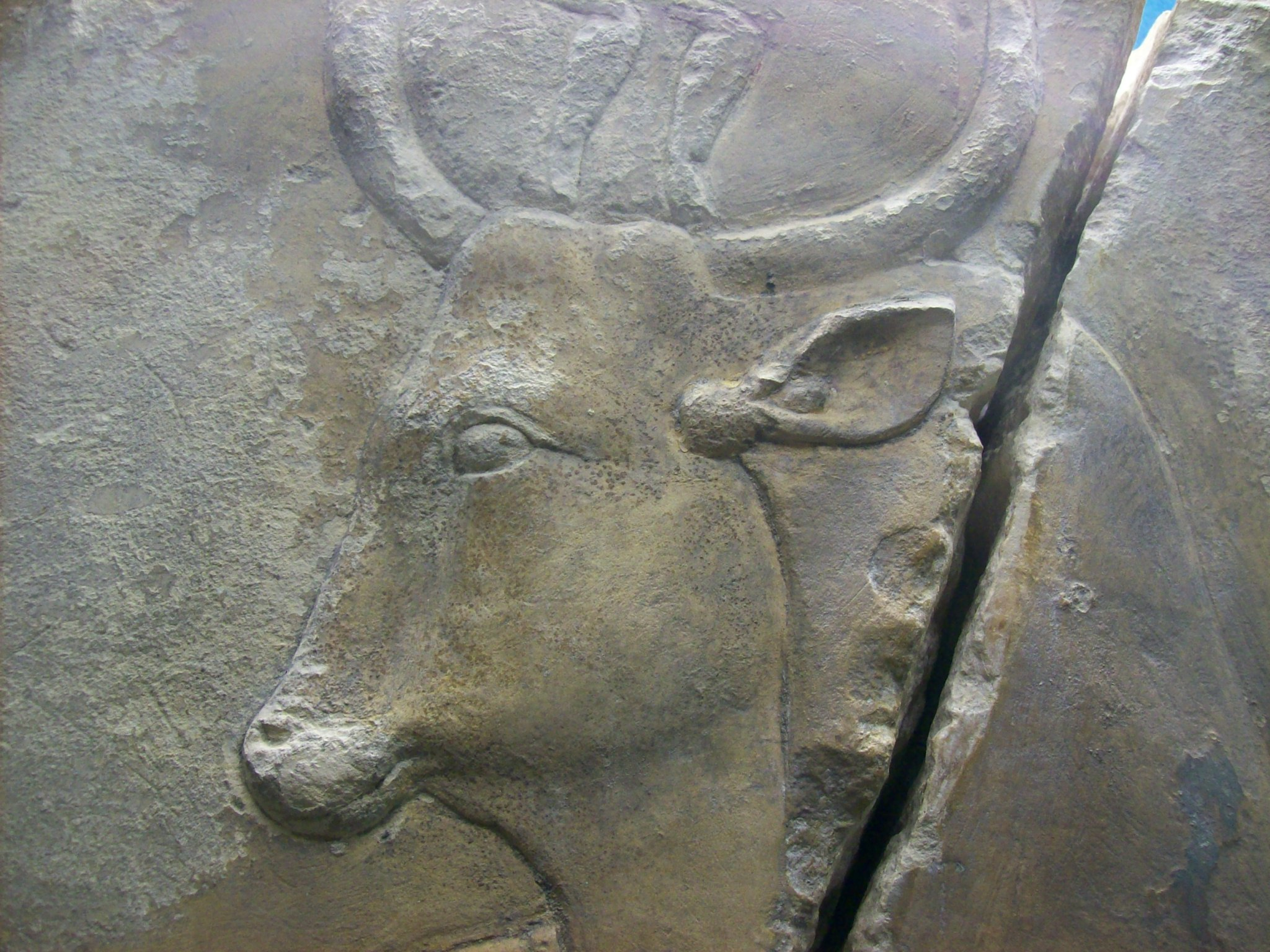
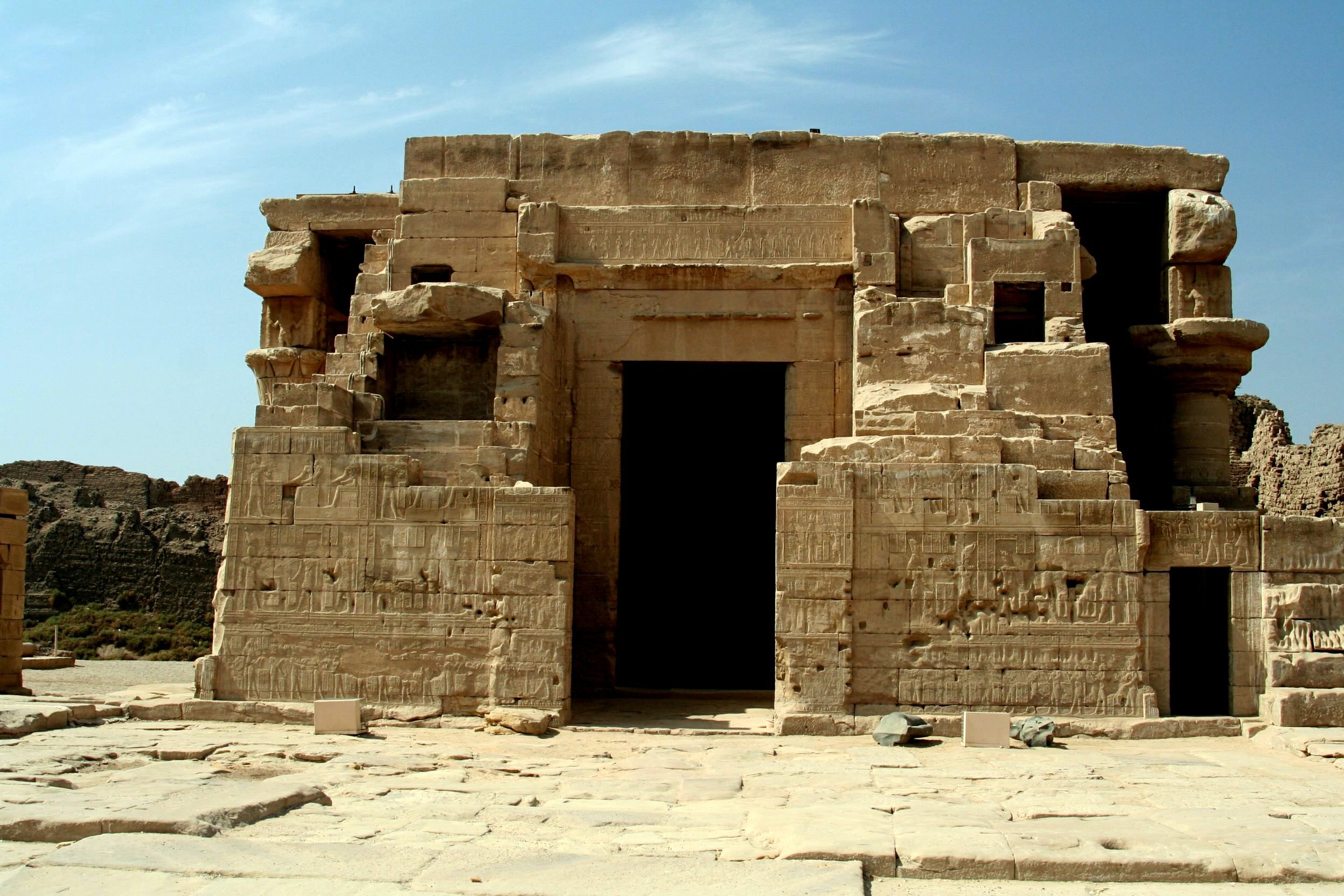
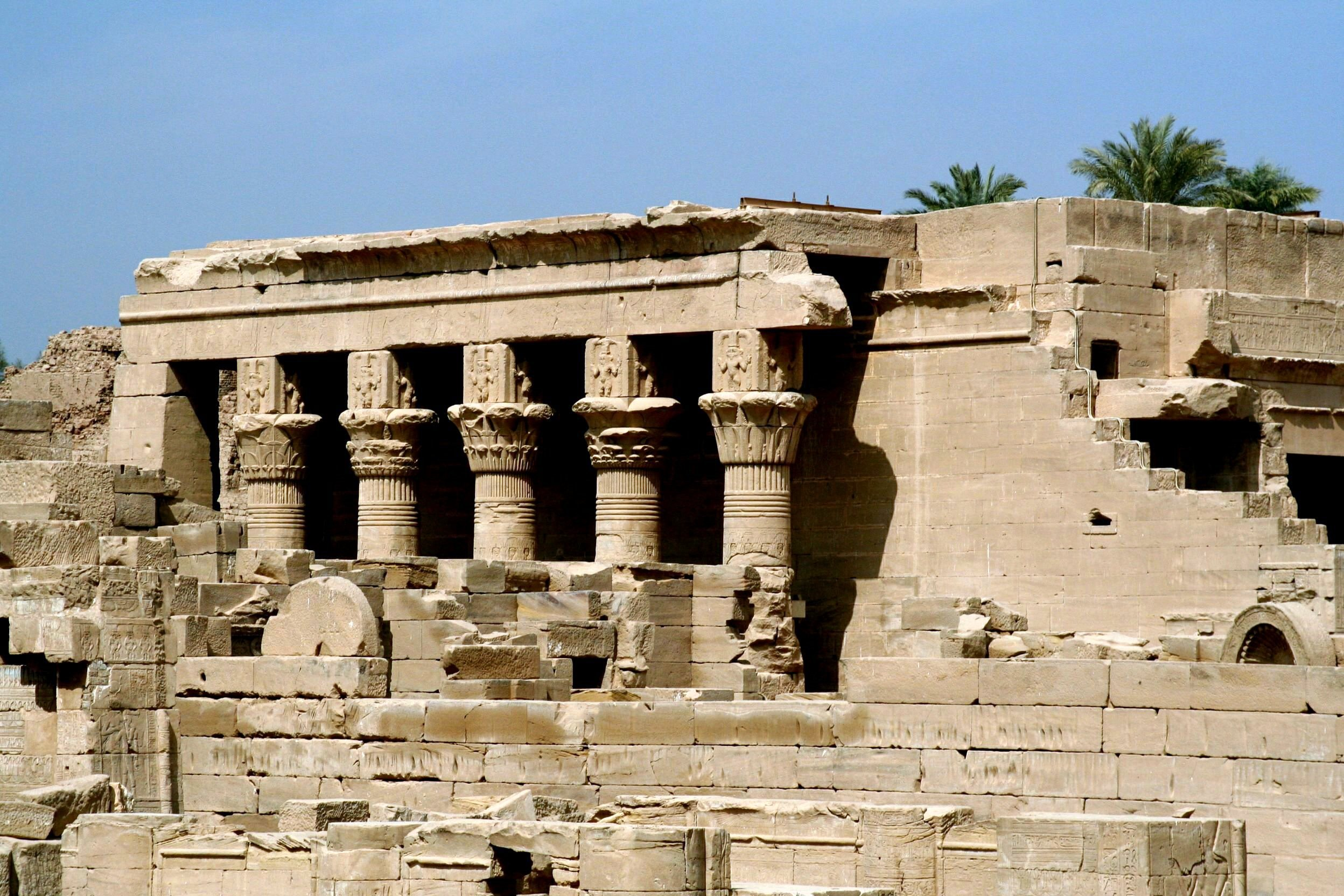
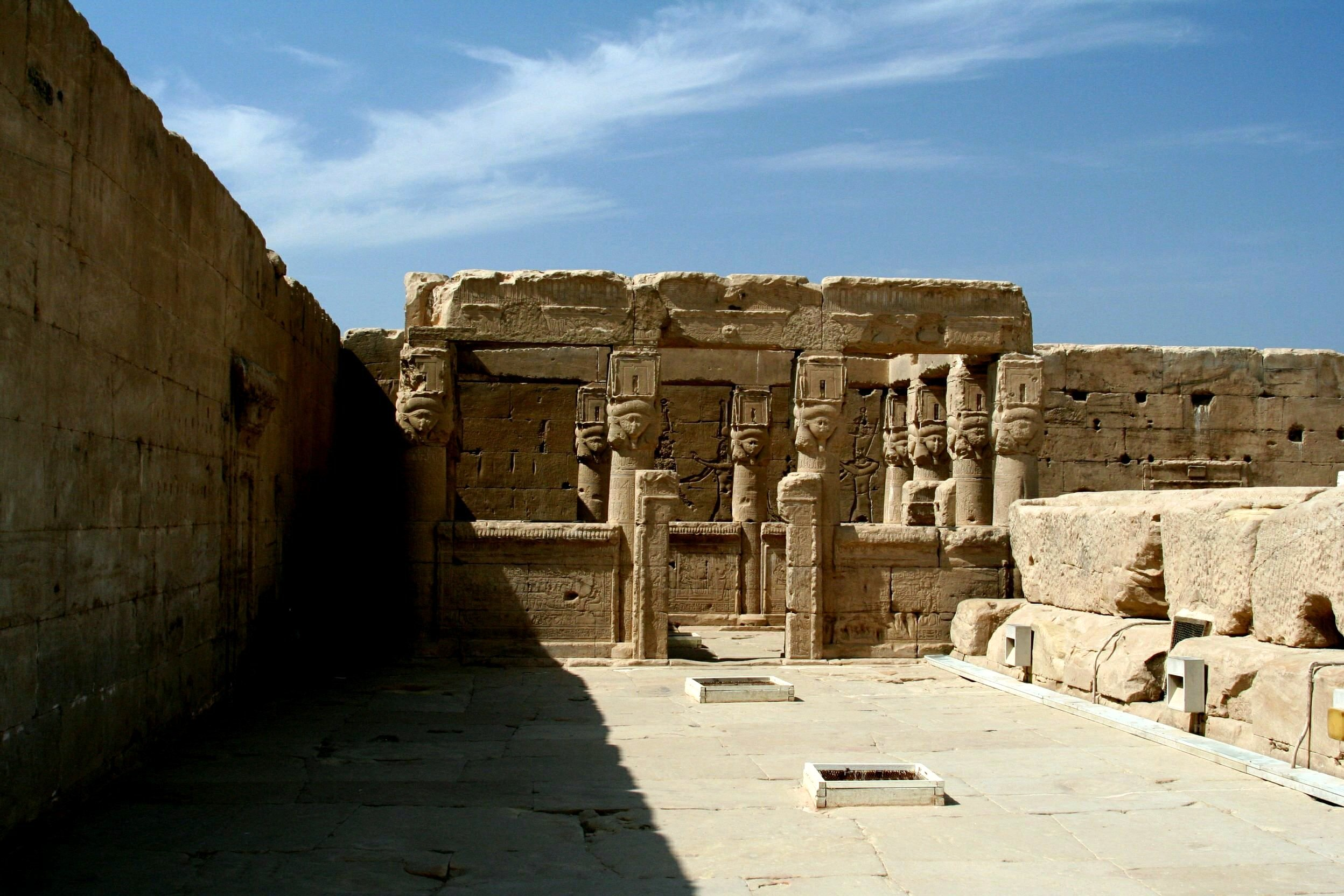
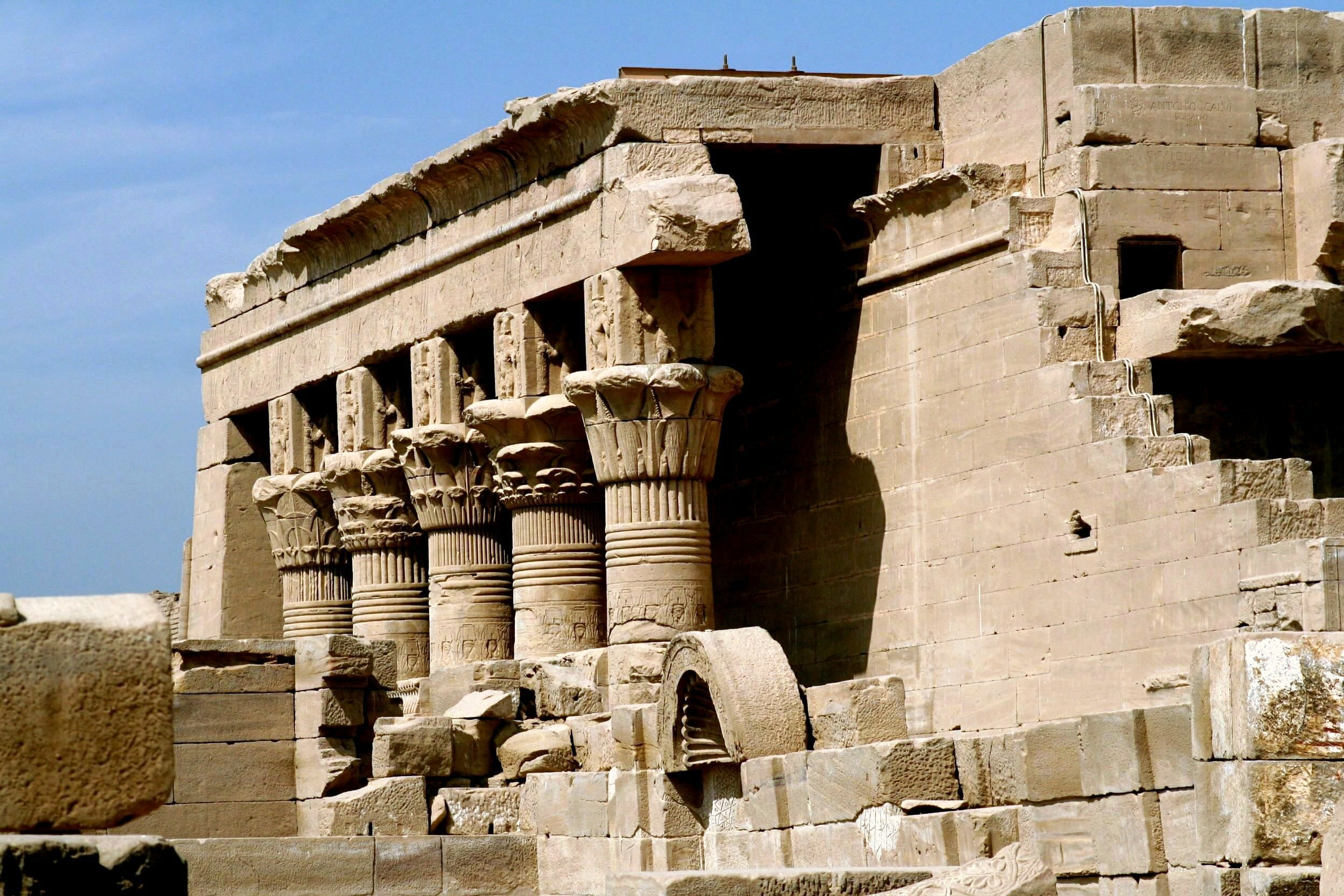
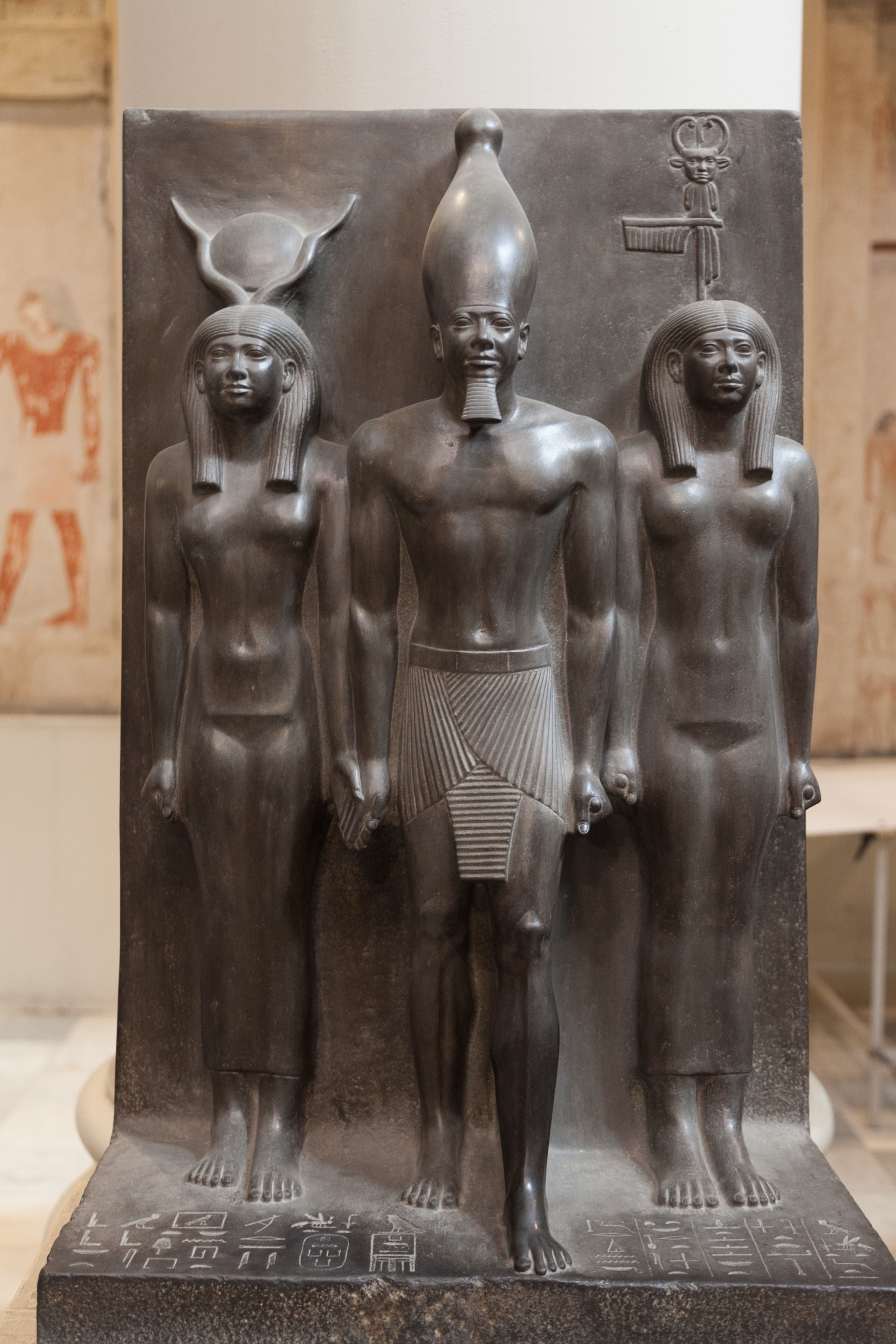
مجسمه سه‌گانه فرعون منکورع، همراه با الهه حاتحور (در سمت راست او) و شخصیت نام دیوسپولیس پروا (در سمت چپ او). جنس: ماسه‌سنگ. ابعاد: ارتفاع ۹۳ سانتی‌متر عرض ۴۷ سانتی‌متر
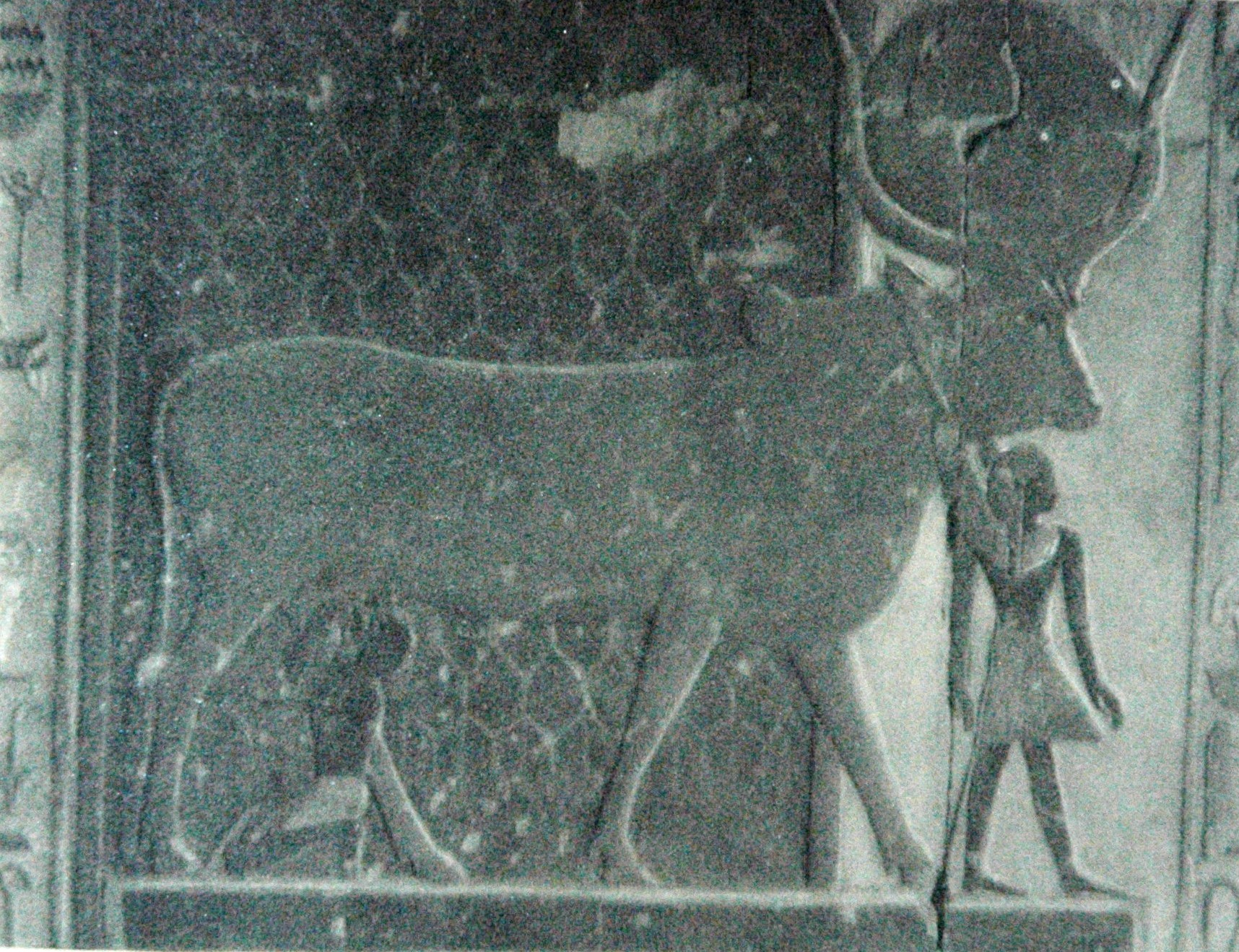
هاثور به شکل گاو